# Manabum
Manabum és una serralada a la frontera oriental d'Assam al districte de Lakhimpur. És una derivació de les muntanyes que ocupen els singphos i khamtis. Estan situats entre el 27 graus 30 minuts i el 27 graus 47 minuts nord, i els 95 graus 54 minuts i el 96 graus 18 minuts est.